# Pintor de Diosfos
El Pintor de Diosfos fou un pintor d'atuells àtic que treballà a Atenes en l'estil de figures negres des de si fa no fa el 500 al 470-460 abans de la nostra era.
Fou successor del Pintor d'Edimburg i company de taller del Pintor de Safo. Encara que ja era dominant en la seua època, no treballava pas en la tècnica de figures roges, sinó en la de figures negres, i sobretot en la tècnica de fons blanc. A voltes emprava la nova tècnica de Six. Va decorar sobretot petits lècits, d'una certa audàcia d'estil. Entre les millors obres, hi ha també els alabastres i les àmfores de coll. Comparat amb altres artistes del seu temps i estil, com ara el Pintor de Safo, és un artista de menor qualitat. També el seu repertori artístic és de naturalesa més aviat modesta. Les seues animades figures solen tenir caps prou grossos, amb siluetes primes i expressives. Mostra, però, imatges poderoses en alguns lècits.

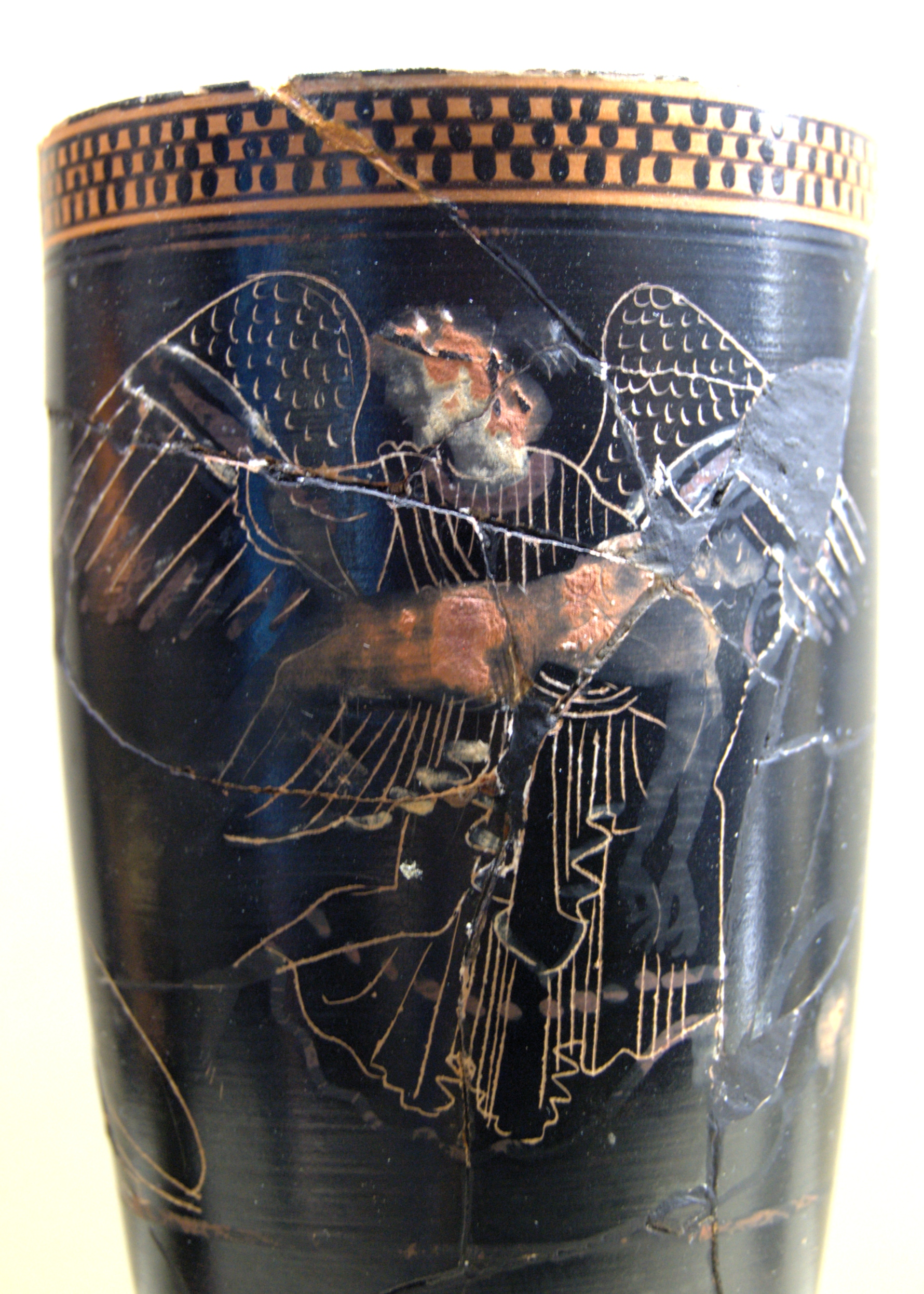
Lècit amb la tècnica del semicontorn, c. 500-490 ae. A París, Louvre L 42: Eos i Mèmnon

Els seus darrers lècits són més estrets, en els quals introdueix figures entre amples palmetes, algunes de les quals tenen parcialment dibuixat el contorn: el cos el pintava com una silueta, però el cabell, la roba i els objectes els dibuixava amb contorn (l'anomenada tècnica de semicontorn). Aquesta tècnica fou influenciada pels pintors contemporanis de figures vermelles, especialment el Pintor d'Atena. És possible que inventàs la decoració amb dues ratlles encastades a la part inferior del cos dels lècits, que es encuentraν sovint en el Pintor d'Hemó.

## Nom
No en sabem pas el nom. L'apel·latiu «Diosfos» procedeix de l'epígraf ΔΙΟΣΦΟΣ (Διὸς φῶς, ‘llum de Zeus’) que acompanya la figura de Dionís com a xiquet nounat de la cuixa de Zeus amb dues torxes a les mans en l'atuell epònim d'aquest pintor: «El naixement de Dionís», àmfora de coll d'estil àtic amb figures negres (A París, Cabinet des Médailles 219).